# Martin Sköld
Martin Sköld (Sparrenholm, Södermanland, 2 de octubre de 1970) es un músico sueco que toca el bajo y el teclado en la banda sueca de rock alternativo Kent. Junto al líder y cantante principal Joakim Berg, Sköld es responsable de la escritura de la música de la banda.